# Romolo Balsimelli
Romolo Balsimelli (Settignano, 1479 – ...) è stato un architetto e scultore italiano.

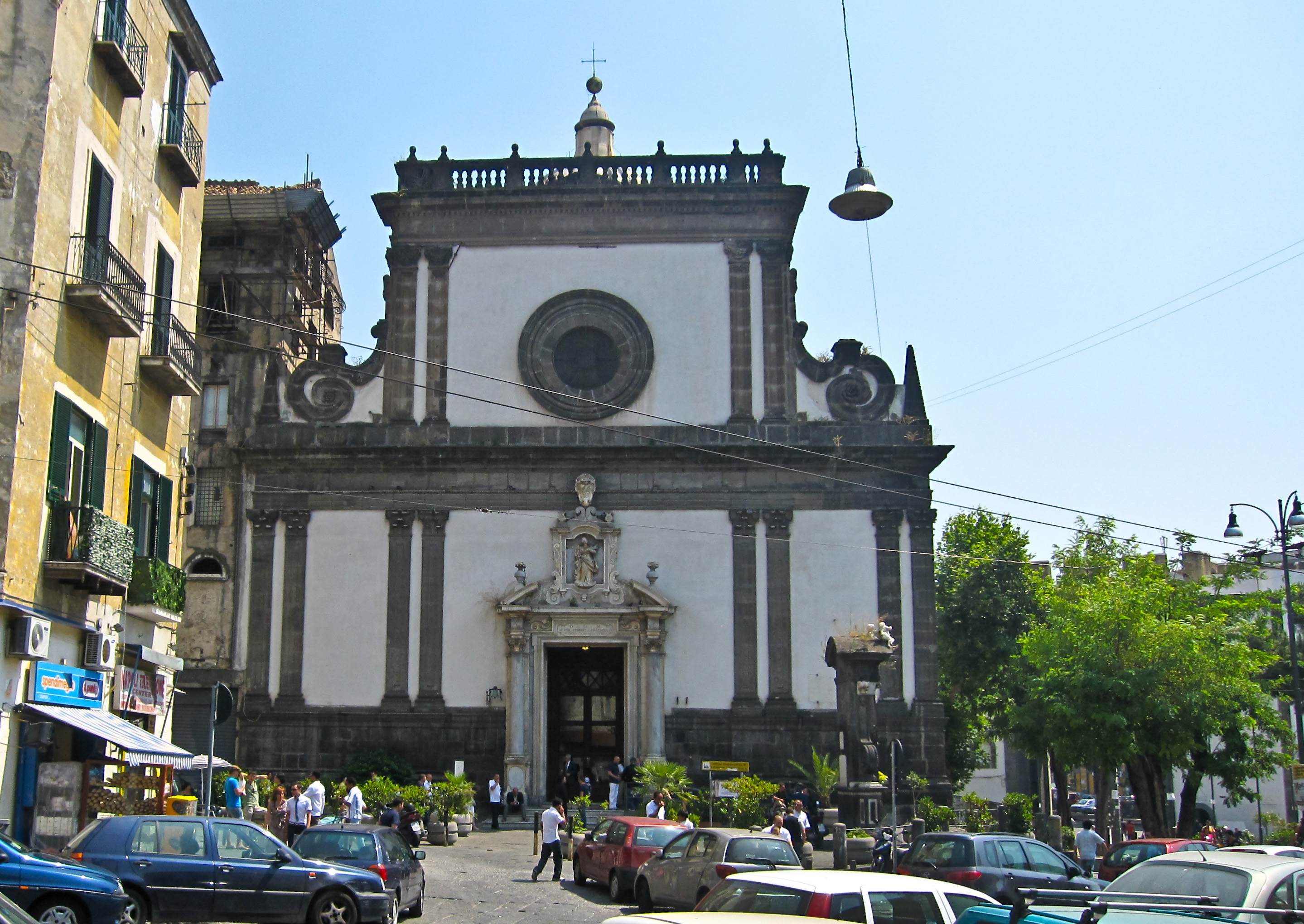
Facciata della chiesa di Santa Caterina a Formiello

Natio toscano, molto probabilmente non operò mai nelle sue terre; il suo nome non compare nei registri dei lapicidi della Toscana. Intorno al 1505 si trasferì a Napoli chiamato da Andrea Ferrucci da Fiesole. A Napoli lavorò presso la bottega di Andrea da Fiesole dove ricevette una cultura classicista in campo scultoreo ed architettonico. Con probabilità lavorò con Andrea presso la Cappella del Presepe della Chiesa di San Domenico Maggiore.
Le uniche sue opere documentate sono la cappella di Andrea Carafa di Santaseverina nella chiesa di San Domenico Maggiore. Essa è un piccolo capolavoro di scultura ed architettura di derivazione toscana, fu compiuta nel 1508 e nel 1526 era ancora incompleta in alcune parti. L'altra opera documentata è la direzione del cantiere della Chiesa di Santa Caterina a Formiello. Il Balsimelli risulta attivo al cantiere dal 1519. La chiesa che presumibilmente sia stata eretta su disegni dell'architetto Francesco di Giorgio Martini fu eseguita con estrema lentezza per trovarvi conclusione solo nel 1593. Il modello adottato è un aggiornamento in forme cinquecentesche della Chiesa di Santa Maria delle Grazie al Calcinaio di Cortona. Del Balsimelli s'ignorano gli estremi della morte e il resto dell'operato svoltosi negli anni successivi al cantiere della chiesa.

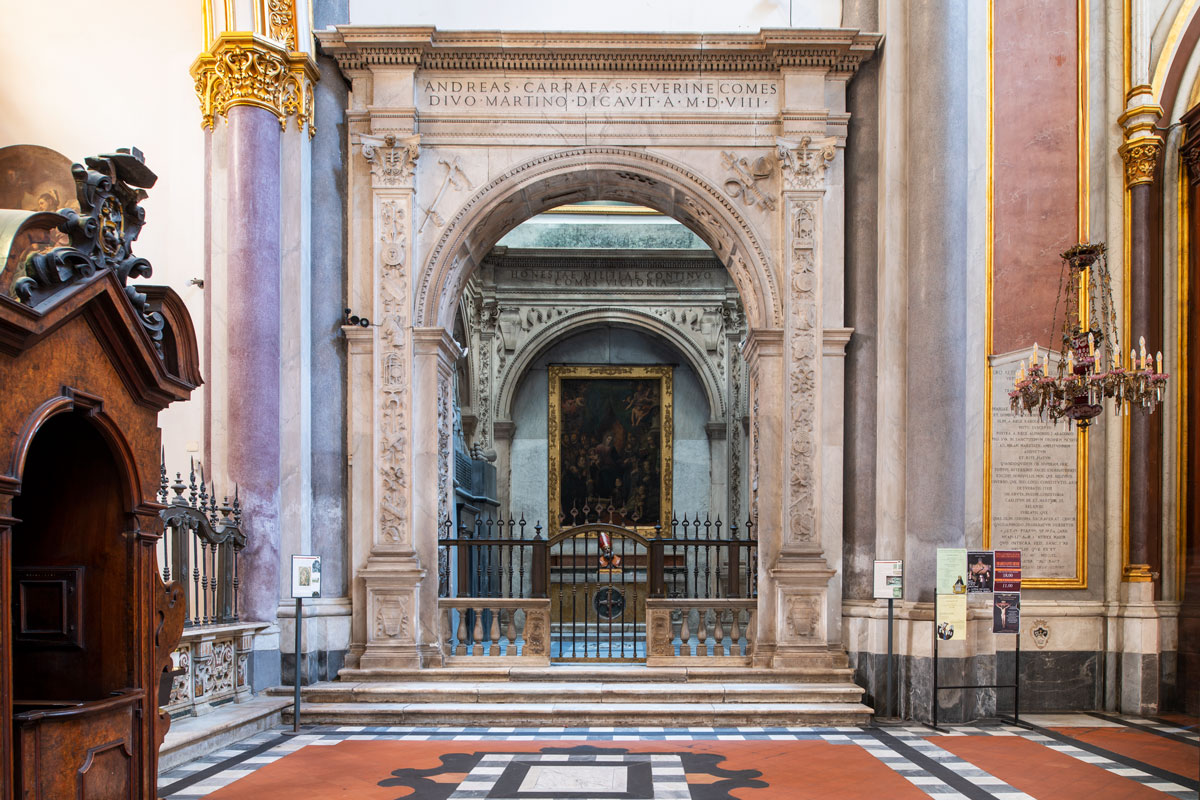
Cappella di San Martino, San Domenico Maggiore
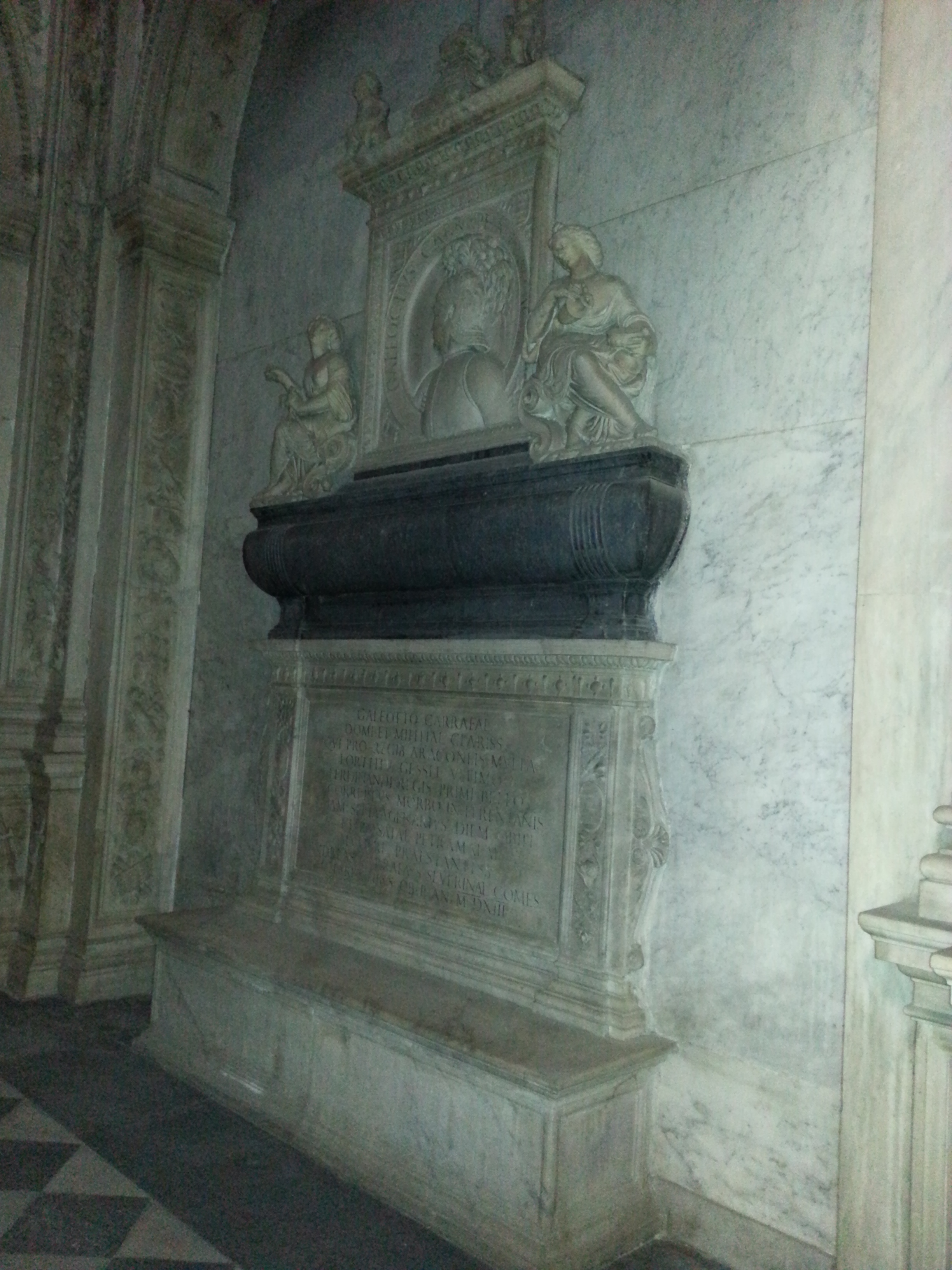
Sepolcro di Galeotto Carafa